# James E. Huheey
James Edward Huheey (* 2. August 1935 in Cincinnati, Ohio; † 4. Februar 2020 in Lenoir City, Tennessee) war ein US-amerikanischer Chemiker (Anorganische Chemie) und Hochschullehrer an der University of Maryland, College Park.
Huheey studierte an der University of Cincinnati Chemie mit dem Bachelor-Abschluss 1957 und an der University of Illinois at Urbana-Champaign mit dem Master-Abschluss 1959 und der Promotion in Anorganischer Chemie 1961. Danach war er ab 1961 Assistant Professor am Worcester Polytechnic Institute ab 1965 an der University of Maryland, an der er 1975 eine volle Professur erhielt.
1986 war er Gastprofessor an der UCLA. Er ist Fellow der American Association for the Advancement of Science.
Er befasste sich mit Chemie von Phosphor, Stickstoff und Schwefel, Lewis-Säuren und Basen, Elektronegativität. Huheey ist bekannt für ein Lehrbuch der Anorganischen Chemie mit Ellen A. Keiter (1942–2019) und Richard L. Keiter (1939–2018). Ellen und Richard Keiter waren Schüler von Huheey und lehrten an der Eastern Illinois University.
Neben Chemie befasste er sich mit Herpetologie und war Fellow des United States National Museum. Sein Spezialgebiet waren Salamander der südlichen Appalachen und er untersuchte auch Hautgifte von Salamandern.

## Schriften
- mit Ellen Keiter, Richard Keiter: Inorganic Chemistry: Principles of Structure and Reactivity, 4. Auflage, Prentice-Hall 1997 (zuerst Harper and Row 1975, 3. Auflage Harper 1983)
  - Deutsche Ausgabe (Herausgeber Ralf Steudel): Anorganische Chemie: Prinzipien von Struktur und Reaktivität, 4. Auflage, De Gruyter, 2012, ISBN 978-3-11-024907-1.